# Johann Heinrich Meibom
Johann Heinrich Meibom (* 27. August 1590 in Helmstedt; † 16. Mai 1655 in Lübeck) war ein deutscher Arzt und Professor der Medizin an der Universität Helmstedt; er praktizierte langjährig als erster Stadtarzt in Lübeck und verfasste zahlreiche medizinische und auch historisch-philologische Werke.

## Leben
Johann Heinrich Meiboms Vater war der deutsche Historiker und Dichter Heinrich Meibom der Ältere aus dem alten niedersächsischen Geschlecht Meibom.
Meibom studierte in Helmstedt, Wittenberg und Leipzig Medizin. Außerdem hatte er sich am 20. Mai 1617 in Padua immatrikuliert. 1619 wurde er in Basel zum Doktor der Medizin promoviert. 1620 erhielt er eine Professur an der Universität Helmstedt, verließ 1625 Helmstedt wegen des Dreißigjährigen Kriegs und ließ sich als Arzt in Lübeck nieder. 1629 gab er seine Professur auf und wurde erster Stadtarzt sowie auch Leibarzt des Fürstbischofs von Lübeck Johann X., wo er bis zu seinem Tod 1655 als Medicus praktizierte. Zu seinem Nachfolger als Stadtmedicus wurde vom Rat sein aus Mecklenburg stammender Kollege Paul Neucrantz bestellt.

## Wirken

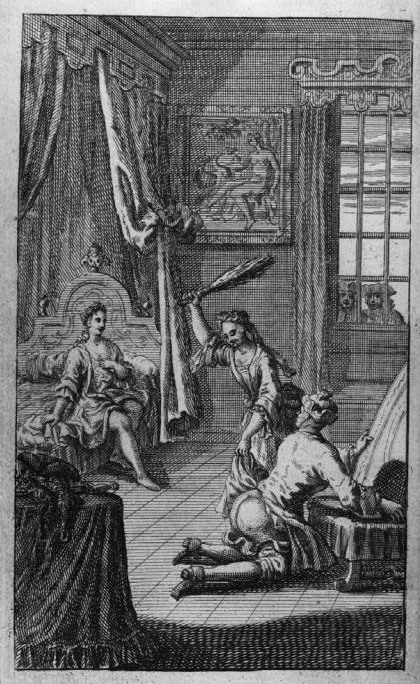
Titelblatt der Ausgabe von 1718

Meibom verfasste zahlreiche Werke, darunter auch eine medizinische Würdigung der Flagellation unter dem Titel De Flagrorum usu in re Veneria, & lumborum renumque officio, Epistola (Leiden 1639; dt. Titelübersetzung: "Epistel über die Nützlichkeit der Geißelhiebe beim Liebesspiel"), die er dem fürstbischöflichen Rat Christian Cassius (1609–1676) widmete und der er ein Supplement hinzufügte, das sich ausschließlich mit der englischen Flagellanten-Literatur befasst. Diese Schrift entwickelte sich zum „Bestseller“; sie wurde in mehrere Sprachen übersetzt und bis in das 19. Jahrhundert hinein neu aufgelegt.
Sein Sohn Heinrich Meibom wurde ebenfalls ein bedeutender Mediziner.
Im Lübecker St.-Annen-Museum für Kunst und Kulturgeschichte befindet sich ein Bildnis von Johann Heinrich Meibom.

## Werke (Auswahl)
- Johannes Kune, Johann Heinrich Meibom: Disputationum Physicarum Secunda, De Natura Et Caussis. Cuius Theses. Aufgeführt in der Bibliographie des Druckers Jacobus Lucius d. Ä. und seiner Erben, mit den Zusätzen: Praeside M. Joanne Kunen Goslariense; Respondente Joanne Henrico Meibomio, In Illustri Iulia Postrid. kal. Quinctil. Examinabuntur. Helmaestadi[i], Ex typographeio Iacobi LvcI. A. C. M. D. CIIX. (Helmstedt 1608); im Bestand der Herzog August Bibliothek (= VD17 23:257091Z) in Wolfenbüttel. (lateinisch)
- Johann Heinrich Meibom: De Flagrorum usu in re Veneria, & lumborum renumque officio, Epistola . Leiden 1643 (Erste Ausgabe, ebenda 1639) (Digitalisat)
  - englische Übersetzung unter dem Titel A Treatise on the Use of Flogging in Medicine and Venery erstmals 1761 in London erschienen, Nachdruck 1898 im Verl. Isidore Liseux in Paris. (Digitalisat)